# Eleição presidencial nos Estados Unidos em 1832
A eleição presidencial dos Estados Unidos de 1832 foi a décima-segunda eleição presidencial no país. Nesta consulta foi reeleito Andrew Jackson como presidente e eleito Martin Van Buren como vice-presidente. Os candidatos derrotados foram Henry Clay, que concorreu pelo Partido Nacional Republicano e o candidato do Partido Anti-Massônico William Wirt.
Esta foi a primeira eleição nacional de Martin Van Buren, que foi colocado no boletim para suceder a John Caldwell Calhoun e quatro anos mais tarde viria a suceder como presidente a Jackson. Van Buren enfrentou a oposição para a vice-presidência no âmbito de seu próprio partido.

## Processo eleitoral
A partir de 1832, os candidatos para presidente e vice começaram a ser escolhidos através das Convenções. Os delegados partidários, escolhidos por cada estado para representá-los, escolhem quem será lançado candidato pelo partido. Os eleitores gerais elegem outros "eleitores" que formam o Colégio Eleitoral. A quantidade de "eleitores" por estado varia de acordo com a quantidade populacional do estado. Em quase todos os estados, o vencedor do voto popular leva todos os votos do Colégio Eleitoral.

## As primeiras Convenções
Anteriormente, os congressistas americanos se reuniam informalmente para decidirem quem seriam os candidatos pelo seu partido. Nessa época, essa forma de escolha dos candidatos desapareceu, e sem um método institucional em nível nacional para determinar as nomeações presidenciais, os candidatos de 1832 veio a ser escolhido por convenções nacionais. A primeira convenção nacional foi realizada pelo Partido Anti-Maçônico em Baltimore, Maryland em setembro de 1831. O Partido Nacional Republicano e o Partido Democrata logo, também realizaram as convenções, em Baltimore.

### Convenção Nacional de Anti-Maçônico de 1831
O Partido Anti-Maçônico realizou a primeira convenção de nomeação para presidente na história americana. Com 111 delegados de 13 estados, em Baltimore no estado de Maryland de 26 de setembro de 1831 até 28 de setembro de 1831 ficaram lá reunidos. Ironicamente, William Wirt era maçom e chegou a defender a Ordem, em um discurso antes da convenção que o nomeou. 
| Voto presidencial |     | Voto vice-presidencial |     |
| William Wirt      | 108 | Amos Ellmaker          | 108 |
| Richard Rush      | 1   | John C. Spencer        | 1   |
| Abstenção         | 2   | Abstenção              | 1   |
| ----------------- | --- | ---------------------- | --- |

### Convenção Nacional de Nacional Republicano de 1831
Logo depois que o Partido Anti-Maçônico realizou a sua convenção nacional, os apoiantes de Henry Clay convocaram uma convenção nacional do Partido Nacional Republicano. A convenção foi realizada de 12 de dezembro de 1831 até 15 de dezembro de 1831 em Baltimore. Na sessão de abertura, havia 130 delegados de 17 estados e do Distrito de Columbia.No quarto dia da convenção, o voto nominal para o presidente ocorreu. O presidente da convenção chamou o nome de cada delegado, que deu o seu voto oralmente. 
| Voto presidencial |     | Voto vice-presidencial |    |
| Henry Clay        | 167 | John Sergeant          | 64 |
| Abstenção         | 1   | Abstenção              | 6  |
| ----------------- | --- | ---------------------- | -- |

### Convenção Nacional de Democrata de 1832
A Convenção Nacional do Partido Democrata de 1832, foi realizada de 21 de maio de 1832 até 23 de maio de 1832. Várias decisões foram feitas nesta convenção inicial do partido. No primeiro dia, uma comissão foi nomeada para fornecer uma lista de delegados de cada estado. Esta comissão, que mais tarde veio a ser chamado o comitê de credenciais, informou que todos os estados estavam representados. Delegados estavam presentes desde o Distrito de Columbia.
| Voto presidencial |     | Voto vice-presidencial |     |
| Andrew Jackson    | 283 | Martin Van Buren       | 208 |
|                   |     | Philip P. Barbour      | 49  |
|                   |     | Richard M. Johnson     | 26  |
| ----------------- | --- | ---------------------- | --- |

## Campanha

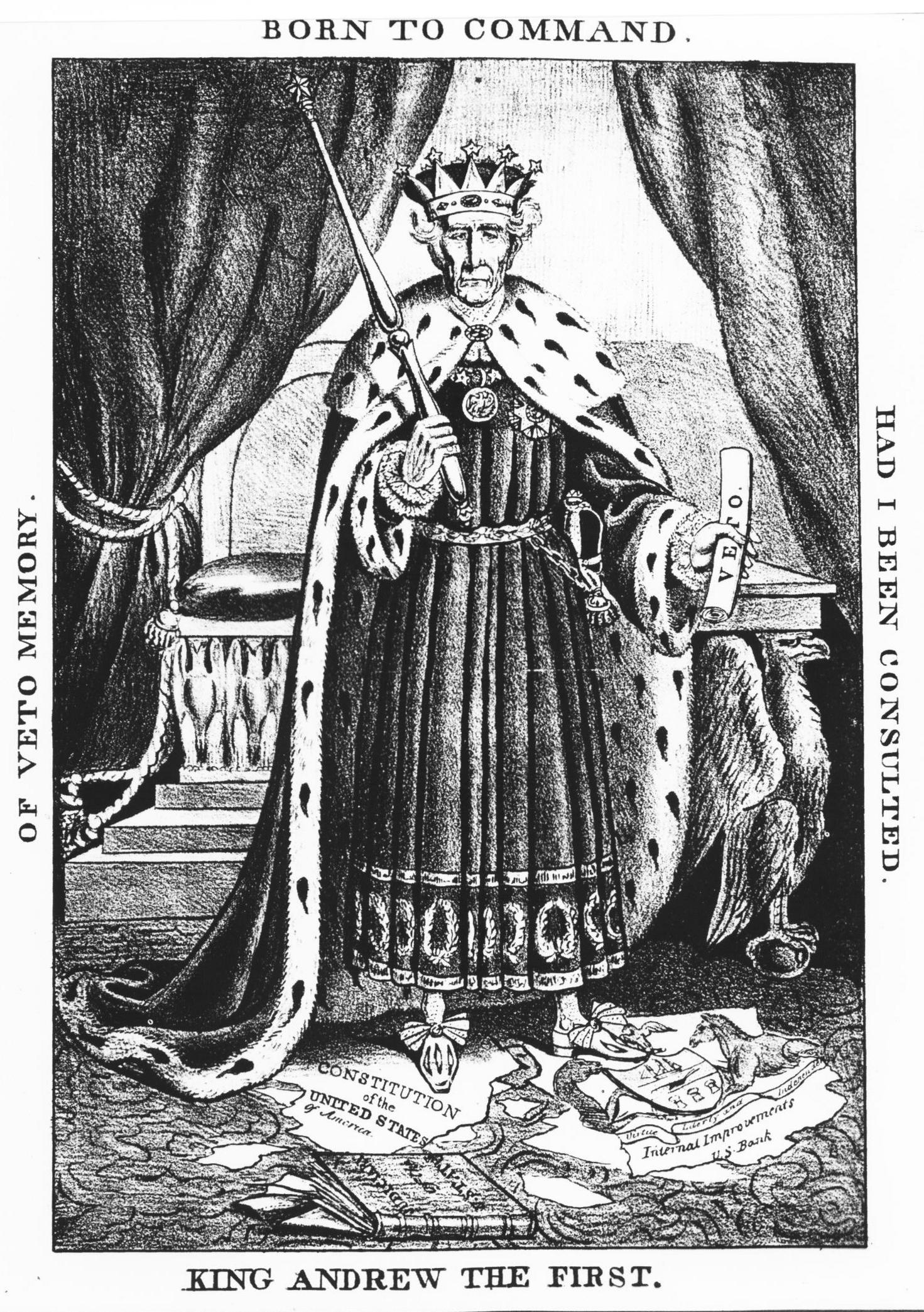
Cartaz Anti-Jackson mostra Andrew Jackson como um monarca pisoteando a Constituição, o Judiciário Federal, e o Banco dos Estados Unidos.

A campanha eleitoral girava em torno do Segundo Banco dos Estados Unidos. Jackson, que não gostava de bancos e dinheiro de papel em geral, vetou a renovação da carta do Banco e retirou depósitos federais do banco. Jackson foi atacado pelo uso do poder de veto presidencial, sendo mostrado como "o rei Andrew". No entanto, os ataques a Jackson geralmente falharam, apesar do financiamento pesado pelo banco, como Jackson estava convencido de que a população normal de que ele estava defendendo-os contra uma elite privilegiada.

## Resultados
| Candidato presidencial                                           | Candidato presidencial                                           | Partido                                                          | Estado de origem                                                 | Voto popular(d)                                                  | Voto popular(d)                                                  | Colégio Eleitoral | Colégio Eleitoral | Running mate                | Running mate     | Running mate         |
| Candidato presidencial                                           | Candidato presidencial                                           | Partido                                                          | Estado de origem                                                 | Votos                                                            | %                                                                | Votos             | %                 | Candidato vice-presidencial | Estado de origem | Colégio Eleitoral(d) |
| ---------------------------------------------------------------- | ---------------------------------------------------------------- | ---------------------------------------------------------------- | ---------------------------------------------------------------- | ---------------------------------------------------------------- | ---------------------------------------------------------------- | ----------------- | ----------------- | --------------------------- | ---------------- | -------------------- |
|                                                                  | Andrew Jackson                                                   | Democrata                                                        | Tennessee                                                        | 701,780                                                          | 54,23%                                                           | 219               | 76%               | Martin Van Buren            | Nova Iorque      | 189                  |
| William Wilkins                                                  | Andrew Jackson                                                   | Democrata                                                        | Tennessee                                                        | 701,780                                                          | 54,23%                                                           | 219               | 76%               | Pensilvânia                 | 30               |                      |
|                                                                  | Henry Clay                                                       | Nacional Republicano                                             | Virgínia                                                         | 484,205(b)                                                       | 37,42%                                                           | 49                | 17%               | John Sergeant               | Filadélfia       | 49                   |
|                                                                  | John Floyd                                                       | Independente (Democrata)                                         | Virgínia                                                         | 0(c)                                                             | 0%                                                               | 11                | 3,8%              | Henry Lee                   | Massachusetts    | 11                   |
|                                                                  | William Wirt                                                     | Anti-Maçônico                                                    | Maryland                                                         | 100,715(b)                                                       | 7,78%                                                            | 7                 | 2,4%              | Amos Ellmaker               | Pensilvânia      | 7                    |
|                                                                  | Outros                                                           | Outros                                                           | Outros                                                           | 7,273                                                            | 0,56%                                                            | 0                 | 0%                | Outros                      | Outros           | 0                    |
| Total                                                            | Total                                                            | Total                                                            | Total                                                            | 1,293,973                                                        | 100%                                                             | 286               | 99,2%             |                             |                  | 286                  |
| Votos mínimos do Colégio Eleitoral de que se precisa para vencer | Votos mínimos do Colégio Eleitoral de que se precisa para vencer | Votos mínimos do Colégio Eleitoral de que se precisa para vencer | Votos mínimos do Colégio Eleitoral de que se precisa para vencer | Votos mínimos do Colégio Eleitoral de que se precisa para vencer | Votos mínimos do Colégio Eleitoral de que se precisa para vencer | 144               |                   |                             |                  | 144                  |

Fonte- Voto popular: Colégio Eleitoral: 
(a)Os valores do voto popular de Carolina do Sul são excluídos. Os eleitores foram escolhidos pelo legislativo estadual e não por voto popular.

(b)66.706 eleitores da Pensilvânia votou a favor da chapa União, o que representou tanto Clay e Wirt. Estes eleitores têm sido atribuídos a Wirt e não Clay.

(c)Todos os votos eleitorais John Floyd veio da Carolina do Sul, onde os eleitores foram escolhidos pelo legislativo estadual e não por voto popular.

(d)Dois eleitores de Maryland não votaram.(0,7%)

## Seleção dos "eleitores" do Colégio Eleitoral
| Método de escolha dos "eleitores" do Colégio Eleitoral                                                                  | Estado (s)               |
| --- | ------------------------ |
| O estado é dividido em distritos eleitorais, com um "eleitor" sendo escolhido por distrito pelos eleitores do distrito. | Maryland.                |
| Cada "eleitor" é nomeado pelo legislativo estadual                                                                      | Carolina do Sul.         |
| Cada "eleitor" é escolhido pelos eleitores em todo o estado.                                                            | Todos os outros estados. |